# Hahnenknoop-Hetthorner Moorkanal
Der Hahnenknoop-Hetthorner Moorkanal ist ein Gewässer III. Ordnung und unterliegt in der Unterhaltung dem Wasser- und Bodenverband Untere Lune. Der Kanal wurde Ende des 19. Jahrhunderts gebaut zwecks Entwässerung der zur Erschließung und Bewirtschaftung vorgesehenen Moorgebiete.
Der Kanal dient zur Entwässerung von Hahnenknoop und Stotel-Sandberg, beides Ortschaften der Einheitsgemeinde Loxstedt, Landkreis Cuxhaven, im Land Niedersachsen.
Als weitere Flächen werden die Gemarkung Hahnenknoop, das Grünland des Königsmoors  bei Schwegen, das Grünland des Stoteler Moors, zum Teil das Hetthorner Moor sowie das Stoteler Osterfeld entwässert.
Über Verbandsgräben III. Ordnung entwässert der Hahnenknoop-Hetthorner Moorkanal die Straßen-Seitengräben der Landstraße 135 und regelt den Überlauf des Stoteler Sees.
Von der Struktur her ist der Kanal in besonders weichen Moorgebieten im Böschungsbereich abgerammt. 
Das Wasser wird abgeführt in einen Altarm der Lune.